# Bobby Tench
Bobby Tench, né le 21 septembre 1944 à Londres (Angleterre) et mort le 19 février 2024, est un guitariste britannique.

## Carrière

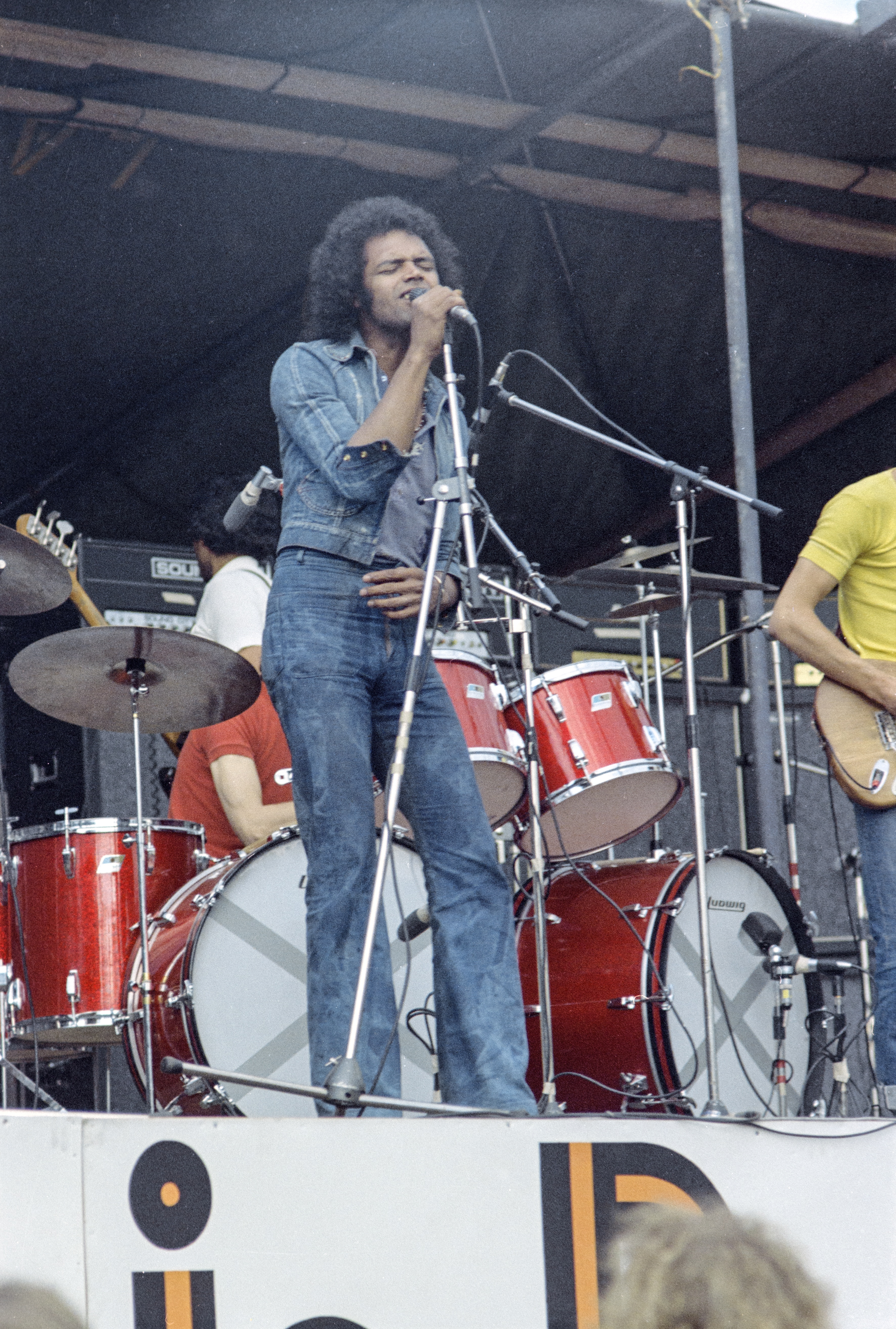
Bobby Tench avec The Jeff Beck Group en 1971.

En 1965, Bobby Tench rejoint le groupe The Gass avec Godfrey McLean et Errol McLean. Ils enregistrent deux singles pour Parlophone et un enregistrement avec la CBS. En 1968, avec le batteur Godfrey McLean, ils forment une nouvelle formation et signent avec Polydor Records en 1969. Le groupe s'appelait Gass. Ils enregistrent l'album Juju en 1970.
En 1971, il enregistre avec Ginger Baker et en mai de cette même année, il rejoint le groupe de Jeff Beck : The Jeff Beck Group. En 1976, il enregistre avec Freddie King et Mike Vernon. En mars 1978, il rejoint le groupe de Van Morrison, ils enregistrent et il participe à une tournée. En mai 1978, il enregistre avec Eric Burdon en Irlande. Il rejoint Humble Pie en 1980,,.

## Discographie

### Albums
Avec d'autres artistes
| Année          | Artiste                                 | Album                                                     | Label                     |
| -------------- | --------------------------------------- | --------------------------------------------------------- | ------------------------- |
| 1970           | Gass                                    | Juju[réf. nécessaire]                                     | Polydor                   |
| 1970           | Gass                                    | Juju (re-publication de Juju)                             | Polydor                   |
| 1970           | Gass                                    | Supergroups Vol 2 (track 1 Black Velvet)[réf. nécessaire] | Polydor                   |
| 1971           | Gass                                    | Catch My Soul[réf. nécessaire]                            | Polydor                   |
| 1971           | The Jeff Beck Group                     | Rough and Ready                                           | Epic                      |
| 1972           | The Jeff Beck Group                     | Jeff Beck Group                                           | Epic                      |
| 1972           | Ginger Baker                            | Stratavarious                                             | Atco                      |
| 1973           | Hanson                                  | Now Hear This                                             | Manticore                 |
| 1973           | Linda Lewis                             | Fathoms Deep                                              | Reprise                   |
| 1974           | Freddie King                            | Burglar                                                   | RSO                       |
| 1974           | Linda Lewis                             | Heart Strings                                             | Reprise                   |
| 1975           | Freddie King                            | Larger than life                                          | RSO                       |
| 1975           | Hummingbird                             | Hummingbird                                               | A&M                       |
| 1975           | Streetwalkers                           | Downtown Flyers                                           | Mercury/Vertigo           |
| 1975           | Streetwalkers                           | Live at the BBC                                           | BBC                       |
| 1976           | Streetwalkers                           | Red Card                                                  | Mercury/Vertigo           |
| 1976           | Hummingbird                             | We Can't Go On Meeting Like This                          | A&M                       |
| 1976           | Widowmaker                              | Widowmaker                                                | United Artists            |
| 1977           | Streetwalkers                           | Vicious but Fair                                          | Mercury/Vertigo           |
| 1977           | Hummingbird                             | Diamond Nights                                            | A&M                       |
| 1977           | Streetwalkers                           | Live Streetwalkers                                        | Mercury/Vertigo           |
| 1978           | Van Morrison                            | Wavelength                                                | Mercury                   |
| 1979           | Axis Point                              | Axis Point                                                | RCA                       |
| 1979           | Boxer                                   | Bloodletting                                              | Virgin                    |
| 1979           | Van Morrison                            | Van Morrison Live at the Roxy (promotional release)       | Warner Bros               |
| 1979           | Gass                                    | Juju                                                      | Polydor                   |
| 1980           | Humble Pie                              | On to Victory                                             | Atco                      |
| 1980           | Eric Burdon                             | Darkness Darkness                                         | Polydor                   |
| 1981           | Humble Pie                              | Go for the Throat                                         | Atco                      |
| 1986           | Topper Headon                           | Waking Up                                                 | Mercury                   |
| 1986           | Divers artsites                         | Live in World                                             | EMI                       |
| 1989           | Roger Chapman                           | Walking the Cat                                           | Castle                    |
| 1990           | Roger Chapman                           | Hybrid and Lowdown                                        | Polydor                   |
| 1991           | Jeff Beck                               | Beckology                                                 | Epic/Legacy               |
| 1991           | Streetwalkers                           | Best of Streetwalkers                                     | Vertigo                   |
| 1992           | Freddie King                            | Stayin' Home With The Blues                               | Universal/Spectrum        |
| 1994           | Electric Blues Company & Alan Price     | Covers                                                    | AP                        |
| 1994           | Chapman Whitney Streetwalkers           | BBC Radio 1 in Concert                                    | Swansong                  |
| 1995           | Divers artsites                         | Rattlesnake Guitar Tribute to Peter Green                 | EMI                       |
| 1996           | The Electric Blues Company & Alan Price | A Gigster's Life For Me                                   | Sanctuary                 |
| 1998           | Ruby Turner                             | Call Me by My Name                                        | Indigo                    |
| 1998           | Ginger Baker                            | Do What You Like                                          | Polygram                  |
| 2002           | Humble Pie                              | Back on Track                                             | Sanctuary                 |
| 2003           | Al Slavik                               | The Secret One                                            | Slavik                    |
| 2005           | Tim Hinkley                             | Hinkley's Heroes                                          | Akarma                    |
| 2005           | Humble Pie                              | On to Victory/Go for the Throat                           | Collectables              |
| 2006           | Streetwalkers                           | Red Card/Viscious But Fair                                | BGO                       |
| 2006           | Steve Marriott                          | Tribute                                                   | Darlings of Wapping Wharf |
| 2006           | Gass                                    | Juju                                                      | Synton                    |
| Steve Marriott | One More Time For The Ol' Tosser        | United States of Dist                                     |                           |
| 2007           | Junior Marvin                           | Now Hear This                                             | Ork                       |
| 2008           | Van Morrison                            | Wavelength + bonus tracks de Live at the Roxy (1979)      | Universal                 |
| 2010           | Divers artistes                         | This is The Blues. Vol2                                   | Eagle                     |
| 2010           | Freddie King                            | Texas Flyer: 1974-1976                                    | Eagle                     |